# Thomas Stonor (3e baron Camoys)
Pour l’article homonyme, voir Thomas Stonor (7e baron Camoys).
Thomas Stonor, 3e baron Camoys (1797–1881) est un pair britannique, auparavant député. Il est le fils d'un autre Thomas Stonor et Kitty Blundell, fille du collectionneur d'art Henry Blundell.

## Carrière
En 1817, il part étudier à l'Université de Paris. Thomas Stonor siège comme député d'Oxford de 1832 à 1833 et est haut-shérif d'Oxfordshire en 1836.
Il obtient son titre en 1839, après que la reine Victoria ait mis fin à sa suspension, en sa faveur. Il est nommé Lord-in-waiting de 1846 à 1852, de 1853 à 1858, de 1859 à 1866 et enfin de 1868 à 1874.

## Famille
Il épouse Frances Towneley le 25 juillet 1821. Ils ont : 
- Charlotte (1822-1875), religieuse;
- Catherine (1823-1907), célibataire;
- Thomas (1824-1865), épouse Catherine Coulthurst, sans descendance;
- Francis (1829–1881), épouse Eliza Peel (une fille du Premier ministre britannique Robert Peel), leur fils aîné est Francis Stonor (4e baron Camoys) ;
- Eliza (1830-1860), épouse Henry Silvertop;
- Edmund, archevêque catholique;
- Maria (1832–1914), épouse Charles Smythe, 7e baronnet ;
- Agnes (1833-1887);
- Harriet (1836-1914), mariée à Leopold Agar-Ellis (5e vicomte Clifden)
- Caroline (1837–?), Religieuse;
- Margaret (1839–1894), mariée à Edward Pereira
- Eleanor (1842–1886), religieuse;

Le baron Camoys décède le 18 janvier 1881. Son fils aîné, Francis, étant décédé une semaine avant lui, son petit-fils, un autre Francis, lui succède.